# Alpsko skijanje na ZOI 1998.
Na XVIII. Zimskim olimpijskim igrama održano je 10 natjecanja u disciplinama alpskog skijanja. Utrke su se održavale na dva skijališta: Spust, Super-G i alpska kombinacija na skijalištu Happo One kraj Hakube, a veleslalom i slalom na skijalištu Shigakōgen kraj Yamanouchija.

## Muškarci

### Spust
| Mjesto | Država | Skijaš             | Vrijeme     |
| ------ | ------ | ------------------ | ----------- |
| 1.     |        | Jean-Luc Crétier   | 1:50,11 min |
| 2.     |        | Lasse Kjus         | 1:50,51 min |
| 3.     |        | Hannes Trinkl      | 1:50,63 min |
| 4.     |        | Jürg Grünenfelder  | 1:50,67 min |
| 5.     |        | Ed Podivinsky      | 1:50,71 min |
| 6.     |        | Kristian Ghedina   | 1:50,76 min |
| 7.     |        | Andreas Schifferer | 1:50,77 min |
| 8.     |        | Didier Cuche       | 1:50,91 min |

Datum: 13. veljače 1998., 11:00 h

Staza: „Olympic Course I“, Happo One

Start: 1765 m, Cilj: 840 m

Visinska razlika: 925 m, Dužina staze: 3289 m

Postavljač staze: Sepp Messner, 44 vrata
43 skijaša je startalo, 28 je završilo utrku.
Odustali: AJ Kitt (USA), Hermann Maier (AUT), Bruno Kernen (SUI), Peter Runggaldier (ITA)

### Super-G
| Mjesto | Država | Skijaš              | Vrijeme     |
| ------ | ------ | ------------------- | ----------- |
| 1.     |        | Hermann Maier       | 1:34,82 min |
| 2.     |        | Didier Cuche        | 1:35,43 min |
|        |        | Hans Knauß          | 1:35,43 min |
| 4.     |        | Alessandro Fattori  | 1:35,61 min |
| 5.     |        | Kjetil André Aamodt | 1:35,67 min |
| 6.     |        | Patrik Järbyn       | 1:35,72 min |
| 7.     |        | Daron Rahlves       | 1:35,96 min |
| 8.     |        | Tommy Moe           | 1:35,97 min |
| -      | -      | -                   | -           |
| 30.    |        | Vedran Pavlek       | 1:39,63 min |
| 32.    |        | Renato Gašpar       | 1:39,85 min |

Datum: 16. veljače 1998., 08:45 h

Staza: „Olympic Course I“, Happo One

Start: 1490 m, Cilj: 840 m

Visinska razlika: 650 m, Dužina staze: 2407 m

Postavljač staze: Peter Endras, 46 vrata
45 skijaša je startalo, 37 je završilo utrku.
Odustali: Stephan Eberharter, Ed Podivinsky

### Veleslalom
| Mjesto | Država | Skijaš               | Vrijeme     |
| ------ | ------ | -------------------- | ----------- |
| 1.     |        | Hermann Maier        | 2:38,51 min |
| 2.     |        | Stephan Eberharter   | 2:39,36 min |
| 3.     |        | Michael von Grünigen | 2:39,69 min |
| 4.     |        | Hans Knauß           | 2:39,71 min |
| 5.     |        | Jure Košir           | 2:39,98 min |
| 6.     |        | Steve Locher         | 2:40,30 min |
| 7.     |        | Paul Accola          | 2:40,57 min |
| 8.     |        | Lasse Kjus           | 2:40,65 min |
| -      | -      | -                    | -           |
| 23.    |        | Thomas Lödler        | 2:44,21 min |
| 28.    |        | Vedran Pavlek        | 2:47,54 min |

Datum: 19. veljače 1998., 
11:15 h (1. vožnja), 14:00 h (2. vožnja)

Staza: „Higashidate“, Shigakōgen

Start: 1969 m, Cilj: 1630 m

Visinska razlika: 439 m

Postavljač staze 1. vožnja: Filip Gartner, 55 vrata

Postavljač staze 2. vožnja: Toni Giger, 53 vrata
62 skijaša je startalo, 36 je završilo utrku.
Odustali: Renato Gašpar (CRO),Kjetil André Aamodt (NOR), Joël Chenal (FRA), Thomas Grandi (CAN), Bode Miller (USA), Kentaro Minagawa (JPN), Kalle Palander (FIN), H. C. Strand Nilsen (NOR), Alberto Tomba (ITA), Achim Vogt (LIE)

### Slalom
| Mjesto | Država | Skijaš                | Vrijeme     |
| ------ | ------ | --------------------- | ----------- |
| 1.     |        | Hans Petter Buraas    | 1:49,31 min |
| 2.     |        | Ole Kristian Furuseth | 1:50,64 min |
| 3.     |        | Thomas Sykora         | 1:50,68 min |
| 4.     |        | Tom Stiansen          | 1:50,90 min |
| 5.     |        | Christian Mayer       | 1:51,09 min |
| 6.     |        | Thomas Stangassinger  | 1:51,25 min |
| 7.     |        | Finn Christian Jagge  | 1:51,39 min |
| 8.     |        | Joël Chenal           | 1:51,51 min |

Datum: 21. veljače 1998., 
09:30 h (1. vožnja), 13:00 h (2. vožnja)

Staza: „Yakebitai“, Shigakōgen

Start: 1890 m, Cilj: 1670 m

Visinska razlika: 220 m

Postavljač staze 1. vožnja: Fritz Züger, 65 vrata

Postavljač staze 2. vožnja: Stefano Dalmasso, 65 vrata
65 skijaša je startalo, 31 je završilo utrku.
Odustali: Thomas Grandi (CAN), Jure Košir (SLO), Bode Miller (USA), Mario Reiter (AUT), Alberto Tomba (ITA), Alois Vogl (GER)

### Alpska kombinacija
| Mjesto | Država | Skijaš                     | Slalom       | Spust        | Ukupno      |
| ------ | ------ | -------------------------- | ------------ | ------------ | ----------- |
| 1.     |        | Mario Reiter               | 1:31,85 (1.) | 1:36,21 (6.) | 3:08,06 min |
| 2.     |        | Lasse Kjus                 | 1:33,66 (2.) | 1:34,99 (2.) | 3:08,65 min |
| 3.     |        | Christian Mayer            | 1:35,05 (4.) | 1:35,06 (3.) | 3:10,11 min |
| 4.     |        | Günther Mader              | 1:35,36 (5.) | 1:34,83 (1.) | 3:10,19 min |
| 5.     |        | Andrzej Bachleda-Curuś jr. | 1:34,49 (3.) | 1:37,04 (9.) | 3:11,53 min |
| 6.     |        | Alessandro Fattori         | 1:40,71 (6.) | 1:36,29 (7.) | 3:17,00 min |
| 7.     |        | Aleš Brezavšek             | 1:44,15 (8.) | 1:35,94 (5.) | 3:20,09 min |
| 8.     |        | Peter Pen                  | 1:43,83 (7.) | 1:36,98 (8.) | 3:20,81 min |

Datum: 10. veljače 1998., 08:30 h (1. vožnja slalom), 11:00 (2. vožnja slalom)

13. veljače 1998., 14:45 h (Spust)

Staza spust: „Olympic Course I“, Happo One

Start: 1680 m, cilj: 840 m; visinska razlika: 840 m; dužina: 2886 m

Postavljač staze: Sepp Messner, 37 vrata
Staza slalom: „Kokusai“, Happo One

Start: 995 m, cilj: 830 m; visinska razlika: 165 m

Postavljač staze 1. vožnja: Filip Gartner, 55 vrata

Postavljač staze 2. vožnja: Bernd Zobel, 55 vrata
38 skijaša je startalo, 15 je završilo utrku.
Odustali: Kjetil André Aamodt (NOR), Paul Accola (SUI), Kristian Ghedina (ITA), Jürg Grünenfelder (SUI), Finn Christian Jagge (NOR), Patrik Järbyn (SWE), Bruno Kernen (SUI), Hermann Maier (AUT), Tommy Moe (USA), Kalle Palander (FIN), Ed Podivinsky (CAN)

## Žene

### Spust
| Mjesto | Država | Skijašica             | Vrijeme     |
| ------ | ------ | --------------------- | ----------- |
| 1.     |        | Katja Seizinger       | 1:28,89 min |
| 2.     |        | Pernilla Wiberg       | 1:29,18 min |
| 3.     |        | Florence Masnada      | 1:29,37 min |
| 4.     |        | Mélanie Suchet        | 1:29,48 min |
| 5.     |        | Swetlana Gladyschewa  | 1:29,50 min |
| 6.     |        | Picabo Street         | 1:29,54 min |
| 7.     |        | Régine Cavagnoud      | 1:29,72 min |
| 8.     |        | Alexandra Meissnitzer | 1:29,84 min |
| -      | -      | -                     | -           |
| 25.    |        | Janica Kostelić       | 1:31,97 min |

Datum: 16. veljače 1998., 10:30 h

Staza: „Olympic Course II“, Happo One

Start: 1590 m, Cilj: 899 m

Visinska razlika: 691 m, Dužina staze: 2518 m

Postavljač staze: Jan Tischhauser, 32 vrata
39 skijašica je startalo, 34 je završilo utrku.
Odustale: Renate Götschl (AUT), Regina Häusl (GER), Isolde Kostner (ITA)

### Super-G
| Mjesto | Država | Skijašica             | Vrijeme     |
| ------ | ------ | --------------------- | ----------- |
| 1.     |        | Picabo Street         | 1:18,02 min |
| 2.     |        | Michaela Dorfmeister  | 1:18,03 min |
| 3.     |        | Alexandra Meissnitzer | 1:18,09 min |
| 4.     |        | Regina Häusl          | 1:18,27 min |
| 5.     |        | Renate Götschl        | 1:18,32 min |
| 6.     |        | Katja Seizinger       | 1:18,44 min |
| 7.     |        | Martina Ertl          | 1:18,46 min |
| 8.     |        | Mélanie Suchet        | 1:18,51 min |
| -      | -      | -                     | -           |
| 26.    |        | Janica Kostelić       | 1:19,77 min |

Datum: 11. veljače 1998., 13:00 h

Staza: „Olympic Course II“, Happo One

Start: 1486 m, Cilj: 899 m

Visinska razlika: 587 m, Dužina staze: 2115 m

Postavljač staze: Leonid Melnikow, 31 vrata
43 skijašica je startalo, 41 je završilo utrku.
Odustale: Kirsten Clark (USA)

### Veleslalom
| Mjesto | Država | Skijašica                | Vrijeme     |
| ------ | ------ | ------------------------ | ----------- |
| 1.     |        | Deborah Compagnoni       | 2:50,59 min |
| 2.     |        | Alexandra Meissnitzer    | 2:52,39 min |
| 3.     |        | Katja Seizinger          | 2:52,61 min |
| 4.     |        | Martina Ertl             | 2:52,72 min |
| 5.     |        | Sophie Lefranc-Duvillard | 2:53,27 min |
| 6.     |        | Heidi Zurbriggen         | 2:53,61 min |
| 7.     |        | Anna Ottosson            | 2:53,81 min |
| 8.     |        | Sabina Panzanini         | 2:54,09 min |
| -      | -      | -                        | -           |
| 24.    |        | Janica Kostelić          | 2:59,39 min |

Datum: 20. veljače 1998., 
09:30 h (1. vožnja), 12:15 h (2. vožnja)

Staza: „Higashidate“, Shigakōgen

Start: 1923 m, Cilj: 1530 m

Visinska razlika: 393 m

Postavljač staze 1. vožnja: Severino Bottero, 57 vrata

Postavljač staze 2. vožnja: Thierry Meynet, 59 vrata
56 skijašica je startalo, 34 je završilo utrku.
Odustale: Sonja Nef (SUI), Ylva Nowén (SWE), Špela Pretnar (SLO), Sarah Schleper (USA)

### Slalom
| Mjesto | Država | Skijašica          | Vrijeme     |
| ------ | ------ | ------------------ | ----------- |
| 1.     |        | Hilde Gerg         | 1:32,40 min |
| 2.     |        | Deborah Compagnoni | 1:32,46 min |
| 3.     |        | Zali Steggall      | 1:32,67 min |
| 4.     |        | Martina Ertl       | 1:32,91 min |
| 5.     |        | Sabine Egger       | 1:33,22 min |
| 6.     |        | Ingrid Salvenmoser | 1:33,39 min |
| 7.     |        | Martina Accola     | 1:34,12 min |
| 8.     |        | Morena Gallizio    | 1:34,87 min |

Datum: 19. veljače 1998., 
09:30 h (1. vožnja), 13:00 h (2. vožnja)

Staza: „Yakebitai“, Shigakōgen

Start: 1870 m, Cilj: 1670 m

Visinska razlika: 200 m

Postavljač staze 1. vožnja: Marko Jurjec, 57 vrata

Postavljač staze 2. vožnja: Wolfgang Grassl, 63 vrata
57 skijašica je startalo, 27 je završilo utrku.
Odustale: Trine Bakke (NOR), Patricia Chauvet (FRA), Andrine Flemmen (NOR), Urška Hrovat (SLO), Janica Kostelić (CRO), Kristina Koznick (USA), Sonja Nef (SUI), Laure Pequegnot (FRA), Špela Pretnar (SLO), Claudia Riegler (NZL), Karin Roten (SUI), Pernilla Wiberg (SWE)

### Alpska kombinacija
| Mjesto | Država | Skijašica         | Vrijeme S     | Vrijeme A     | Ukupno      |
| ------ | ------ | ----------------- | ------------- | ------------- | ----------- |
| 1.     |        | Katja Seizinger   | 1:28,52 (1.)  | 1:12,22 (5.)  | 2:40,74 min |
| 2.     |        | Martina Ertl      | 1:29,76 (4.)  | 1:11,16 (1.)  | 2:40,92 min |
| 3.     |        | Hilde Gerg        | 1:29,92 (7.)  | 1:11,58 (2.)  | 2:41,50 min |
| 4.     |        | Stefanie Schuster | 1:30,10 (8.)  | 1:12,15 (4.)  | 2:42,25 min |
| 5.     |        | Morena Gallizio   | 1:30,60 (11.) | 1:11,92 (3.)  | 2:42,52 min |
| 6.     |        | Florence Masnada  | 1:29,87 (6.)  | 1:12,97 (8.)  | 2:42,84 min |
| 7.     |        | Caroline Lalive   | 1:31,05 (14.) | 1:13,71 (10.) | 2:44,76 min |
| 8.     |        | Janica Kostelić   | 1:31,71 (8.)  | 1:13,52 (9.)  | 2:45,23 min |

Datum: 16. veljače 1998, 12:30 h (spust)
17. veljače 1998, 09:30 h (1. vožnja slalom)
13:00 h (2. vožnja slalom)
Staza za spust: „Olympic Course II“, Happo One

Start: 1590 m; Cilj: 899 m; Visinska razlika: 691 m; Dužina: 2518 m

Postavljač staze: Jan Tischhauser, 32 vrata
Staza za slalom: „Kokusai“, Happo One

Start: 995 m, Cilj: 830 m

Visinska razlika: 165 m

Postavljač staze za 1. vožnju: Heinzpeter Platter, 46 vrata

Postavljač staze za 2. vožnju: Karl Leiter, 42 vrata
29 skijašica je startalo utrku, a 21 je završila utrku.
Odustale: Michaela Dorfmeister (AUT), Renate Götschl (AUT), Isolde Kostner,  (ITA), Alexandra Meissnitzer (AUT), Mélanie Turgeon (CAN), Pernilla Wiberg (SWE)